# Kereszténység
A kereszténység (a magyarországi protestáns hívők szóhasználatában gyakran keresztyénség) egyistenhívő vallás, amelynek középpontjában Jézus Krisztus élete, halála, feltámadása és tanításai állnak, ahogy az az Újszövetségben szerepel, illetve ahogyan azt az egyes felekezetek magyarázzák. Több mint kétmilliárd hívőjével a legelterjedtebb világvallás. A zsidó és iszlám vallással együtt az ábrahámi vallásokhoz tartozik.
A kereszténység az Ószövetségen, valamint Keresztelő Jánosnak, Jézus Krisztusnak és első követőiknek az Újszövetségben leírt életén és tanításaikon alapul. A keresztények egyistenhívőknek vallják magukat, és néhány felekezet kivételével azt is vallják, hogy az Egy Isten a Szentháromságot alkotó három személyben (hiposztázis) (Atya, Fiú és Szentlélek), mint az Isten szétválaszthatatlan lényegében (ouszia) létezik.
Hitük szerint Jézus az ószövetségi próféciák által megjövendölt Messiás (Felkent), más néven Krisztus, az emberiség megváltója a kárhozattól. Jézust a többségi keresztény hit Isten fiának, megváltóként emberré lett Istennek tartja, aki Isten és ember egy személyben, keveredés nélkül.
A kereszténység számos, kultúránként változó vallásgyakorlatból és sok, egymástól kissé eltérő hitet valló felekezetből tevődik össze. Az elmúlt két évezredben kialakult felekezetek több fő ágazatba: ókeleti, ortodox, katolikus, protestáns és Szentháromság-tagadó csoportokra különíthetők el.

## Etimológia
A héber Mosiah (משיח), azaz Messiás jelentése: Fölkent. A Messiás szó fordítása óhéberről ógörögre a „Krisztus” szó a Chrisztosz (Χριστός) főnévből származik. Ebből született a görög chrisztianosz (Χριστιανος), illetve a latin Christianus kifejezés, amelyek jelentése „Krisztus-követő”, „krisztusi”. A szó középkori magyar formája többek közt kirisztián, kirisztyán, majd keresztyén volt.
A 17. századtól azonban, a katolikus egyházban elterjedt a keresztény alakváltozat a könnyebb ejthetősége miatt, majd a kereszt szóval is összekapcsolták.
A magyar protestánsok nagy része még ma is a keresztyén alakváltozatot használja, de ma már egyre több újprotestáns is kereszténynek mondja magát, tudva, hogy ugyanazon szó régi és új használatáról van szó csupán. Ma egymás mellett használjuk e két kifejezést, a keresztyén egyértelműen a hagyományos protestáns egyházak műszava. Dr. Szalai András metodista teológus és nyelvtanár, az Apológia Kutatóközpont vezetője szerint, felekezeti kultúrától, korosztálytól és egyéni választástól is függ az, hogy valaki a keresztyén vagy a keresztény szót használja. A választás megszokás dolga.

## Története
A kereszténység a történelem legnagyobb, alulról szerveződő mozgalma  egy apró, betiltott zsidó szektából lett  a Föld legnagyobb világvallása.
Története a keresztények és a hagyományos történetírás szerint Jézus fellépésével kezdődött. Sok történész véleménye szerint az önálló vallás csak Jézus után több évtizeddel, Tarzoszi Pál működésével kezdődött.
Ami biztosan állítható, hogy az őskeresztény egyház története az 1. században indult. A római katolikus hagyományok értelmezése szerint Jézus maga jelölte ki Pétert a leendő egyház fejének, e szerint az első római püspök, a későbbi pápák elődje tehát Péter lett. 
(A mai értelemben vett pápaság a kora középkorra alakult ki.  ld.: a pápaság története)
A többi tanítvánnyal egy időben térített Pál apostol is, aki az 1. században megnyitotta az utat a nem zsidó vallásúak tömeges kereszténnyé válása előtt. Az egyház üldözésének kora a 4. században elején, I. Constantinus római császár intézkedése nyomán véget ért, majd a Római Birodalomban nemsokára államegyházzá vált, megkezdődött az állam és az egyház összefonódása.

## A keresztények a világban
Az itt szereplő adatok a megkeresztelteknek az egyházak saját nyilvántartása szerinti és nem hitet vallók számát jelentik.
2005-ben a kereszténység kb. 2 milliárd (névleges) követőjével a világ legelterjedtebb vallása. A kereszténység számos ágazata közül a katolikusok vannak a legtöbben, 1,1 milliárdnyian. A protestánsok száma a nagyszámú felekezetekben összesen kb. 800 milliónyi, az ortodox egyházakhoz tartozóké kb. 240 millió. Van még kb. 216 milliónyi anglikán és 414 milliónyi független (akik nem tartoznak a főbb egyházakhoz), valamint 32 milliónyian egyik felsorolt csoporthoz sem tartozó egyházak tagjai (Jehova Tanúi, mormonok stb.).
Bár a kereszténység a világ legtöbb hívővel rendelkező vallása, és világszerte kiterjedt missziós munkák folynak, a Föld népességéhez viszonyítva a keresztények száma folyamatosan csökkenőben van. Amíg a Föld lakossága évente kb. 1,25% évi növekedéssel bír, addig a kereszténység csak kb. 1,1%-kal növekszik az iszlám kb. 1,8%-os növekedésével szemben. Ennek egyik oka az lehet, hogy a keresztényekéhez viszonyítva az iszlám nemzetek születési arányszáma jelentősen magasabb. A másik jelentősebb ok, hogy az ú.n. keresztény világhoz a Földnek a felvilágosodás által szekularizált országai tartoznak. Több, nem hagyományosan keresztény országban, mint például Kínában a kereszténység ugyanakkor gyorsan terjed.

## Alapvető tanítások
A kereszténység alapvető tanítása az, hogy az ember elbizakodottságában elfordult Istentől, és bűnbe esett. Ezzel együtt a teremtés is megsérült, és megjelent a világban a bűn következménye: a szenvedés és a halál. Az ember a bűnből saját erejéből nem tud szabadulni. Isten Krisztus képében emberré lett, magára vette az emberiség összes bűnét, és kereszthalált halt, hogy áldozatával megváltsa az őt elfogadókat. Isten végül új teremtésben fogja megújítani a világot, ekkor a halottak örök sorsra támadnak fel. Ennek két formája lehet: a teljes közösség Istenben (üdvösség) vagy az Istentől való végtelen távolság állapota (pokol).

### Erkölcstana
Szabadság
Az ember szabadsága azt jelenti, hogy felelősen tud dönteni az élet kérdéseiben, mert van egy objektív erkölcsi norma, amelyhez az ember magát mérheti. A szabadság nem lehet szabadosság, s nem lehet korlátlanság, mivel az egyes emberek szabadságát a másik ember hasonló szabadsága korlátozza. A keresztény ember szabadsága Isten ajándéka, amely lehetővé teszi, hogy felismerje és önként megtegye Isten akaratát, így eljutva az örök életre. A jó ismerete még senkit sem tesz jóvá. A megismert jó megvalósítására rá is kell nevelni az embereket – azaz tudatosan kell az ember lelkiismeretét Jézus tanítása szerint alakítani.

## Statisztikák, demográfia
| irányzat                                 | hívek száma   | a kereszténység % -ban | a világnépesség % -ban |
| ---------------------------------------- | ------------- | ---------------------- | ---------------------- |
| Katolikus egyház                         | 1 094 610 000 | 50,1                   | 15,9                   |
| Protestantizmus                          | 800 640 000   | 36,7                   | 11,6                   |
| Ortodox kereszténység                    | 260 380 000   | 11,9                   | 3,8                    |
| Más keresztények (Szentháromság-tagadók) | 28 430 000    | 1,3                    | 0,4                    |
| Kereszténység                            | 2 184 060 000 | 100                    | 31,7                   |

| Régió                        | számban       | százalékban |
| ---------------------------- | ------------- | ----------- |
| Európa                       | 558 260 000   | 75,2        |
| Latin-Amerika – Karib-térség | 531 280 000   | 90,0        |
| Szubszaharai Afrika          | 517 340 000   | 62,9        |
| Ázsia–Csendes-óceáni térség  | 286 950 000   | 7.1         |
| Észak-Amerika                | 266 630 000   | 77,4        |
| Közel-Kelet – Észak-Afrika   | 12 710 000    | 3.7         |
| Föld össz.                   | 2 173 180 000 | 31,5        |

| ország         | számban     | lakosság %-a | világkereszténység %-a |
| -------------- | ----------- | ------------ | ---------------------- |
| USA            | 246 780 000 | 79,5         | 11,3                   |
| Brazília       | 175 770 000 | 90,2         | 8,0                    |
| Mexikó         | 107 780 000 | 95           | 4,9                    |
| Oroszország    | 105 220 000 | 73,6         | 4,8                    |
| Fülöp-szigetek | 86 790 000  | 93,1         | 4,0                    |
| Nigéria        | 80 510 000  | 50,8         | 3,7                    |

## A kereszténység fő ágai
A kereszténység két fő ága a nyugati és a keleti kereszténység.

### Családfa
A keresztények számos különböző vallási felekezetbe tartoznak szerte a világon. Bizonyos egyházi közösségek úgynevezett „szupertestet” alkotnak, melyben egymástól független keresztény szervezetek egymással lelki közösséget tartanak fenn, egymás keresztségét kölcsönösen elismerve és arra utalva, hogy a szétválás a közös gyökereiket nem szakította el. Ezek az egyházak elismerik a hitelméleteikben és hitgyakorlataikban kialakult különbségeket, de egyetértenek a hittanaik eredetiségében és a Krisztus testéhez való tartozás fontosságában. Ilyen közösség létezik többek között például
- a katolikus (nyugati és Rómával egyesült keleti) részegyházakat alkotó egyházak között, vagy
- az ortodox egyházakat alkotó mintegy 15 autokefál (független) egyház között
- a kopt (egyiptomi), szír, örmény, etióp, eritreai és indiai egyházak között (antikhalkedóni egyházak)
- az evangélikus, presbitárius egyház, az Amerikai Reformált Egyház és a Krisztus Egyesült Egyháza között
- az európai Krisztusban Hívő Nazarénus Gyülekezetek és az amerikai Apostoli Keresztény Egyház között.

Az alábbi családfa a kereszténység főbb ágait mutatja be kialakulásuk idejével.
|                |                |                |                |                |                |  |  |               |               |               |               |               |               |                       |                       |                       |                       |                       |                       |  |  |  |  |                                 |                          |                          |                          |                          |                          |  |  |                                           |                          |                          |                          |                          |                          |  |  |  |  |  |  |  |  |  |  |  |  |  |  |  |  |  |  |  |  |  |  |  |  |  |  |  |  |  |  |  |  |  |  |
|                |                |                |                |                |                |  |  |               |               |               |               |               |               |                       |                       |                       |                       |                       |                       |  |  |  |  | KATOLIKUSOK (1. század)         |                          |                          |                          |                          |                          |  |  |                                           |                          |                          |                          |                          |                          |  |  |  |  |  |  |  |  |  |  |  |  |  |  |  |  |  |  |  |  |  |  |  |  |  |  |  |  |  |  |  |  |  |  |
|                |                |                |                |                |                |  |  |               |               |               |               |               |               |                       |                       |                       |                       |                       |                       |  |  |  |  |                                 |                          |                          |                          |                          |                          |  |  |                                           |                          |                          |                          |                          |                          |  |  |  |  |  |  |  |  |  |  |  |  |  |  |  |  |  |  |  |  |  |  |  |  |  |  |  |  |  |  |  |  |  |  |
|                |                |                |                |                |                |  |  |               |               |               |               |               |               |                       |                       |                       |                       |                       |                       |  |  |  |  |                                 |                          |                          |                          |                          |                          |  |  |                                           |                          |                          |                          |                          |                          |  |  |  |  |  |  |  |  |  |  |  |  |  |  |  |  |  |  |  |  |  |  |  |  |  |  |  |  |  |  |  |  |  |  |
|                |                |                |                |                |                |  |  |               |               |               |               |               |               |                       |                       |                       |                       |                       |                       |  |  |  |  | ÓKATOLIKUSOK (19. század)       |                          |                          |                          |                          |                          |  |  |                                           |                          |                          |                          |                          |                          |  |  |  |  |  |  |  |  |  |  |  |  |  |  |  |  |  |  |  |  |  |  |  |  |  |  |  |  |  |  |  |  |  |  |
|                |                |                |                |                |                |  |  |               |               |               |               |               |               |                       |                       |                       |                       |                       |                       |  |  |  |  |                                 |                          |                          |                          |                          |                          |  |  |                                           |                          |                          |                          |                          |                          |  |  |  |  |  |  |  |  |  |  |  |  |  |  |  |  |  |  |  |  |  |  |  |  |  |  |  |  |  |  |  |  |  |  |
|                |                |                |                |                |                |  |  |               |               |               |               |               |               |                       |                       |                       |                       |                       |                       |  |  |  |  |                                 |                          |                          |                          |                          |                          |  |  |                                           |                          |                          |                          |                          |                          |  |  |  |  |  |  |  |  |  |  |  |  |  |  |  |  |  |  |  |  |  |  |  |  |  |  |  |  |  |  |  |  |  |  |
|                |                |                |                |                |                |  |  |               |               |               |               |               |               |                       |                       |                       |                       |                       |                       |  |  |  |  |                                 |                          |                          |                          |                          |                          |  |  | EVANGÉLIKUSOK (LUTHERÁNUSOK) (16. század) |                          |                          |                          |                          |                          |  |  |  |  |  |  |  |  |  |  |  |  |  |  |  |  |  |  |  |  |  |  |  |  |  |  |  |  |  |  |  |  |  |  |
|                |                |                |                |                |                |  |  |               |               |               |               |               |               |                       |                       |                       |                       |                       |                       |  |  |  |  |                                 |                          |                          |                          |                          |                          |  |  |                                           |                          |                          |                          |                          |                          |  |  |  |  |  |  |  |  |  |  |  |  |  |  |  |  |  |  |  |  |  |  |  |  |  |  |  |  |  |  |  |  |  |  |
|                |                |                |                |                |                |  |  |               |               |               |               |               |               |                       |                       |                       |                       |                       |                       |  |  |  |  |                                 |                          |                          |                          |                          |                          |  |  |                                           |                          |                          |                          |                          |                          |  |  |  |  |  |  |  |  |  |  |  |  |  |  |  |  |  |  |  |  |  |  |  |  |  |  |  |  |  |  |  |  |  |  |
|                |                |                |                |                |                |  |  |               |               |               |               |               |               |                       |                       |                       |                       |                       |                       |  |  |  |  |                                 |                          |                          |                          |                          |                          |  |  | REFORMÁTUSOK (KÁLVINISTÁK) (16. század)   |                          |                          |                          |                          |                          |  |  |  |  |  |  |  |  |  |  |  |  |  |  |  |  |  |  |  |  |  |  |  |  |  |  |  |  |  |  |  |  |  |  |
|                |                |                |                |                |                |  |  |               |               |               |               |               |               |                       |                       |                       |                       |                       |                       |  |  |  |  |                                 |                          |                          |                          |                          |                          |  |  |                                           |                          |                          |                          |                          |                          |  |  |  |  |  |  |  |  |  |  |  |  |  |  |  |  |  |  |  |  |  |  |  |  |  |  |  |  |  |  |  |  |  |  |
|                |                |                |                |                |                |  |  |               |               |               |               |               |               |                       |                       |                       |                       |                       |                       |  |  |  |  |                                 |                          |                          |                          |                          |                          |  |  |                                           |                          |                          |                          |                          |                          |  |  |  |  |  |  |  |  |  |  |  |  |  |  |  |  |  |  |  |  |  |  |  |  |  |  |  |  |  |  |  |  |  |  |
|                |                |                |                |                |                |  |  |               |               |               |               |               |               |                       |                       |                       |                       |                       |                       |  |  |  |  |                                 |                          |                          |                          |                          |                          |  |  | ANGLIKÁNOK (16. század)                   |                          |                          |                          |                          |                          |  |  |  |  |  |  |  |  |  |  |  |  |  |  |  |  |  |  |  |  |  |  |  |  |  |  |  |  |  |  |  |  |  |  |
|                |                |                |                |                |                |  |  |               |               |               |               |               |               |                       |                       |                       |                       |                       |                       |  |  |  |  |                                 |                          |                          |                          |                          |                          |  |  |                                           |                          |                          |                          |                          |                          |  |  |  |  |  |  |  |  |  |  |  |  |  |  |  |  |  |  |  |  |  |  |  |  |  |  |  |  |  |  |  |  |  |  |
|                |                |                |                |                |                |  |  |               |               |               |               |               |               |                       |                       |                       |                       |                       |                       |  |  |  |  |                                 |                          |                          |                          |                          |                          |  |  |                                           |                          |                          |                          |                          |                          |  |  |  |  |  |  |  |  |  |  |  |  |  |  |  |  |  |  |  |  |  |  |  |  |  |  |  |  |  |  |  |  |  |  |
|                |                |                |                |                |                |  |  |               |               |               |               |               |               |                       |                       |                       |                       |                       |                       |  |  |  |  |                                 |                          |                          |                          |                          |                          |  |  | BAPTISTÁK (17. század)                    |                          |                          |                          |                          |                          |  |  |  |  |  |  |  |  |  |  |  |  |  |  |  |  |  |  |  |  |  |  |  |  |  |  |  |  |  |  |  |  |  |  |
|                |                |                |                |                |                |  |  |               |               |               |               |               |               |                       |                       |                       |                       |                       |                       |  |  |  |  |                                 |                          |                          |                          |                          |                          |  |  |                                           |                          |                          |                          |                          |                          |  |  |  |  |  |  |  |  |  |  |  |  |  |  |  |  |  |  |  |  |  |  |  |  |  |  |  |  |  |  |  |  |  |  |
|                |                |                |                |                |                |  |  |               |               |               |               |               |               |                       |                       |                       |                       |                       |                       |  |  |  |  |                                 |                          |                          |                          |                          |                          |  |  |                                           |                          |                          |                          |                          |                          |  |  |  |  |  |  |  |  |  |  |  |  |  |  |  |  |  |  |  |  |  |  |  |  |  |  |  |  |  |  |  |  |  |  |
|                |                |                |                |                |                |  |  |               |               |               |               |               |               |                       |                       |                       |                       |                       |                       |  |  |  |  | PROTESTÁNSOK                    | PROTESTÁNSOK             | PROTESTÁNSOK             | PROTESTÁNSOK             | PROTESTÁNSOK             | PROTESTÁNSOK             |  |  | METODISTÁK (18. század)                   | METODISTÁK (18. század)  | METODISTÁK (18. század)  | METODISTÁK (18. század)  | METODISTÁK (18. század)  | METODISTÁK (18. század)  |  |  |  |  |  |  |  |  |  |  |  |  |  |  |  |  |  |  |  |  |  |  |  |  |  |  |  |  |  |  |  |  |  |  |
|                |                |                |                |                |                |  |  |               |               |               |               |               |               |                       |                       |                       |                       |                       |                       |  |  |  |  | PROTESTÁNSOK                    | PROTESTÁNSOK             | PROTESTÁNSOK             | PROTESTÁNSOK             | PROTESTÁNSOK             | PROTESTÁNSOK             |  |  | METODISTÁK (18. század)                   | METODISTÁK (18. század)  | METODISTÁK (18. század)  | METODISTÁK (18. század)  | METODISTÁK (18. század)  | METODISTÁK (18. század)  |  |  |  |  |  |  |  |  |  |  |  |  |  |  |  |  |  |  |  |  |  |  |  |  |  |  |  |  |  |  |  |  |  |  |
|                |                |                |                |                |                |  |  |               |               |               |               |               |               |                       |                       |                       |                       |                       |                       |  |  |  |  |                                 |                          |                          |                          |                          |                          |  |  |                                           |                          |                          |                          |                          |                          |  |  |  |  |  |  |  |  |  |  |  |  |  |  |  |  |  |  |  |  |  |  |  |  |  |  |  |  |  |  |  |  |  |  |
|                |                |                |                |                |                |  |  |               |               |               |               |               |               | Nyugati kereszténység | Nyugati kereszténység | Nyugati kereszténység | Nyugati kereszténység | Nyugati kereszténység | Nyugati kereszténység |  |  |  |  |                                 |                          |                          |                          |                          |                          |  |  | ADVENTISTÁK (19. század)                  | ADVENTISTÁK (19. század) | ADVENTISTÁK (19. század) | ADVENTISTÁK (19. század) | ADVENTISTÁK (19. század) | ADVENTISTÁK (19. század) |  |  |  |  |  |  |  |  |  |  |  |  |  |  |  |  |  |  |  |  |  |  |  |  |  |  |  |  |  |  |  |  |  |  |
|                |                |                |                |                |                |  |  |               |               |               |               |               |               | Nyugati kereszténység | Nyugati kereszténység | Nyugati kereszténység | Nyugati kereszténység | Nyugati kereszténység | Nyugati kereszténység |  |  |  |  |                                 |                          |                          |                          |                          |                          |  |  | ADVENTISTÁK (19. század)                  | ADVENTISTÁK (19. század) | ADVENTISTÁK (19. század) | ADVENTISTÁK (19. század) | ADVENTISTÁK (19. század) | ADVENTISTÁK (19. század) |  |  |  |  |  |  |  |  |  |  |  |  |  |  |  |  |  |  |  |  |  |  |  |  |  |  |  |  |  |  |  |  |  |  |
|                |                |                |                |                |                |  |  |               |               |               |               |               |               |                       |                       |                       |                       |                       |                       |  |  |  |  |                                 |                          |                          |                          |                          |                          |  |  |                                           |                          |                          |                          |                          |                          |  |  |  |  |  |  |  |  |  |  |  |  |  |  |  |  |  |  |  |  |  |  |  |  |  |  |  |  |  |  |  |  |  |  |
|                |                |                |                |                |                |  |  |               |               |               |               |               |               |                       |                       |                       |                       |                       |                       |  |  |  |  |                                 |                          |                          |                          |                          |                          |  |  | KVÉKEREK (17. század)                     |                          |                          |                          |                          |                          |  |  |  |  |  |  |  |  |  |  |  |  |  |  |  |  |  |  |  |  |  |  |  |  |  |  |  |  |  |  |  |  |  |  |
|                |                |                |                |                |                |  |  |               |               |               |               |               |               |                       |                       |                       |                       |                       |                       |  |  |  |  |                                 |                          |                          |                          |                          |                          |  |  |                                           |                          |                          |                          |                          |                          |  |  |  |  |  |  |  |  |  |  |  |  |  |  |  |  |  |  |  |  |  |  |  |  |  |  |  |  |  |  |  |  |  |  |
|                |                |                |                |                |                |  |  |               |               |               |               |               |               |                       |                       |                       |                       |                       |                       |  |  |  |  |                                 |                          |                          |                          |                          |                          |  |  |                                           |                          |                          |                          |                          |                          |  |  |  |  |  |  |  |  |  |  |  |  |  |  |  |  |  |  |  |  |  |  |  |  |  |  |  |  |  |  |  |  |  |  |
|                |                |                |                |                |                |  |  |               |               |               |               |               |               |                       |                       |                       |                       |                       |                       |  |  |  |  |                                 |                          |                          |                          |                          |                          |  |  | PÜNKÖSDIEK (20. század)                   |                          |                          |                          |                          |                          |  |  |  |  |  |  |  |  |  |  |  |  |  |  |  |  |  |  |  |  |  |  |  |  |  |  |  |  |  |  |  |  |  |  |
|                |                |                |                |                |                |  |  |               |               |               |               |               |               |                       |                       |                       |                       |                       |                       |  |  |  |  |                                 |                          |                          |                          |                          |                          |  |  |                                           |                          |                          |                          |                          |                          |  |  |  |  |  |  |  |  |  |  |  |  |  |  |  |  |  |  |  |  |  |  |  |  |  |  |  |  |  |  |  |  |  |  |
|                |                |                |                |                |                |  |  |               |               |               |               |               |               |                       |                       |                       |                       |                       |                       |  |  |  |  |                                 |                          |                          |                          |                          |                          |  |  |                                           |                          |                          |                          |                          |                          |  |  |  |  |  |  |  |  |  |  |  |  |  |  |  |  |  |  |  |  |  |  |  |  |  |  |  |  |  |  |  |  |  |  |
| Őskeresztények | Őskeresztények | Őskeresztények | Őskeresztények | Őskeresztények | Őskeresztények |  |  | KERESZTÉNYSÉG | KERESZTÉNYSÉG | KERESZTÉNYSÉG | KERESZTÉNYSÉG | KERESZTÉNYSÉG | KERESZTÉNYSÉG |                       |                       |                       |                       |                       |                       |  |  |  |  | UNITÁRIUSOK (16. század)        | UNITÁRIUSOK (16. század) | UNITÁRIUSOK (16. század) | UNITÁRIUSOK (16. század) | UNITÁRIUSOK (16. század) | UNITÁRIUSOK (16. század) |  |  |                                           |                          |                          |                          |                          |                          |  |  |  |  |  |  |  |  |  |  |  |  |  |  |  |  |  |  |  |  |  |  |  |  |  |  |  |  |  |  |  |  |  |  |
| Őskeresztények | Őskeresztények | Őskeresztények | Őskeresztények | Őskeresztények | Őskeresztények |  |  | KERESZTÉNYSÉG | KERESZTÉNYSÉG | KERESZTÉNYSÉG | KERESZTÉNYSÉG | KERESZTÉNYSÉG | KERESZTÉNYSÉG |                       |                       |                       |                       |                       |                       |  |  |  |  | UNITÁRIUSOK (16. század)        | UNITÁRIUSOK (16. század) | UNITÁRIUSOK (16. század) | UNITÁRIUSOK (16. század) | UNITÁRIUSOK (16. század) | UNITÁRIUSOK (16. század) |  |  |                                           |                          |                          |                          |                          |                          |  |  |  |  |  |  |  |  |  |  |  |  |  |  |  |  |  |  |  |  |  |  |  |  |  |  |  |  |  |  |  |  |  |  |
|                |                |                |                |                |                |  |  |               |               |               |               |               |               |                       |                       |                       |                       |                       |                       |  |  |  |  |                                 |                          |                          |                          |                          |                          |  |  |                                           |                          |                          |                          |                          |                          |  |  |  |  |  |  |  |  |  |  |  |  |  |  |  |  |  |  |  |  |  |  |  |  |  |  |  |  |  |  |  |  |  |  |
|                |                |                |                |                |                |  |  |               |               |               |               |               |               |                       |                       |                       |                       |                       |                       |  |  |  |  | ANABAPTISTÁK (16. század)       |                          |                          |                          |                          |                          |  |  |                                           |                          |                          |                          |                          |                          |  |  |  |  |  |  |  |  |  |  |  |  |  |  |  |  |  |  |  |  |  |  |  |  |  |  |  |  |  |  |  |  |  |  |
|                |                |                |                |                |                |  |  |               |               |               |               |               |               |                       |                       |                       |                       |                       |                       |  |  |  |  |                                 |                          |                          |                          |                          |                          |  |  |                                           |                          |                          |                          |                          |                          |  |  |  |  |  |  |  |  |  |  |  |  |  |  |  |  |  |  |  |  |  |  |  |  |  |  |  |  |  |  |  |  |  |  |
|                |                |                |                |                |                |  |  |               |               |               |               |               |               |                       |                       |                       |                       |                       |                       |  |  |  |  |                                 |                          |                          |                          |                          |                          |  |  |                                           |                          |                          |                          |                          |                          |  |  |  |  |  |  |  |  |  |  |  |  |  |  |  |  |  |  |  |  |  |  |  |  |  |  |  |  |  |  |  |  |  |  |
|                |                |                |                |                |                |  |  |               |               |               |               |               |               |                       |                       |                       |                       |                       |                       |  |  |  |  | MORMONOK (19. század)           |                          |                          |                          |                          |                          |  |  |                                           |                          |                          |                          |                          |                          |  |  |  |  |  |  |  |  |  |  |  |  |  |  |  |  |  |  |  |  |  |  |  |  |  |  |  |  |  |  |  |  |  |  |
|                |                |                |                |                |                |  |  |               |               |               |               |               |               |                       |                       |                       |                       |                       |                       |  |  |  |  |                                 |                          |                          |                          |                          |                          |  |  |                                           |                          |                          |                          |                          |                          |  |  |  |  |  |  |  |  |  |  |  |  |  |  |  |  |  |  |  |  |  |  |  |  |  |  |  |  |  |  |  |  |  |  |
|                |                |                |                |                |                |  |  |               |               |               |               |               |               |                       |                       |                       |                       |                       |                       |  |  |  |  |                                 |                          |                          |                          |                          |                          |  |  |                                           |                          |                          |                          |                          |                          |  |  |  |  |  |  |  |  |  |  |  |  |  |  |  |  |  |  |  |  |  |  |  |  |  |  |  |  |  |  |  |  |  |  |
|                |                |                |                |                |                |  |  |               |               |               |               |               |               |                       |                       |                       |                       |                       |                       |  |  |  |  | JEHOVA TANÚI (19. század)       |                          |                          |                          |                          |                          |  |  |                                           |                          |                          |                          |                          |                          |  |  |  |  |  |  |  |  |  |  |  |  |  |  |  |  |  |  |  |  |  |  |  |  |  |  |  |  |  |  |  |  |  |  |
|                |                |                |                |                |                |  |  |               |               |               |               |               |               |                       |                       |                       |                       |                       |                       |  |  |  |  |                                 |                          |                          |                          |                          |                          |  |  |                                           |                          |                          |                          |                          |                          |  |  |  |  |  |  |  |  |  |  |  |  |  |  |  |  |  |  |  |  |  |  |  |  |  |  |  |  |  |  |  |  |  |  |
|                |                |                |                |                |                |  |  |               |               |               |               |               |               |                       |                       |                       |                       |                       |                       |  |  |  |  |                                 |                          |                          |                          |                          |                          |  |  |                                           |                          |                          |                          |                          |                          |  |  |  |  |  |  |  |  |  |  |  |  |  |  |  |  |  |  |  |  |  |  |  |  |  |  |  |  |  |  |  |  |  |  |
|                |                |                |                |                |                |  |  |               |               |               |               |               |               |                       |                       |                       |                       |                       |                       |  |  |  |  | ORTODOXOK (1. század)           |                          |                          |                          |                          |                          |  |  |                                           |                          |                          |                          |                          |                          |  |  |  |  |  |  |  |  |  |  |  |  |  |  |  |  |  |  |  |  |  |  |  |  |  |  |  |  |  |  |  |  |  |  |
|                |                |                |                |                |                |  |  |               |               |               |               |               |               |                       |                       |                       |                       |                       |                       |  |  |  |  |                                 |                          |                          |                          |                          |                          |  |  |                                           |                          |                          |                          |                          |                          |  |  |  |  |  |  |  |  |  |  |  |  |  |  |  |  |  |  |  |  |  |  |  |  |  |  |  |  |  |  |  |  |  |  |
|                |                |                |                |                |                |  |  |               |               |               |               |               |               |                       |                       |                       |                       |                       |                       |  |  |  |  |                                 |                          |                          |                          |                          |                          |  |  | NESZTORIÁNUSOK (5. század)                |                          |                          |                          |                          |                          |  |  |  |  |  |  |  |  |  |  |  |  |  |  |  |  |  |  |  |  |  |  |  |  |  |  |  |  |  |  |  |  |  |  |
|                |                |                |                |                |                |  |  |               |               |               |               |               |               |                       |                       |                       |                       |                       |                       |  |  |  |  |                                 |                          |                          |                          |                          |                          |  |  |                                           |                          |                          |                          |                          |                          |  |  |  |  |  |  |  |  |  |  |  |  |  |  |  |  |  |  |  |  |  |  |  |  |  |  |  |  |  |  |  |  |  |  |
|                |                |                |                |                |                |  |  |               |               |               |               |               |               | Keleti kereszténység  | Keleti kereszténység  | Keleti kereszténység  | Keleti kereszténység  | Keleti kereszténység  | Keleti kereszténység  |  |  |  |  | ÓKELETIEK                       | ÓKELETIEK                | ÓKELETIEK                | ÓKELETIEK                | ÓKELETIEK                | ÓKELETIEK                |  |  |                                           |                          |                          |                          |                          |                          |  |  |  |  |  |  |  |  |  |  |  |  |  |  |  |  |  |  |  |  |  |  |  |  |  |  |  |  |  |  |  |  |  |  |
|                |                |                |                |                |                |  |  |               |               |               |               |               |               | Keleti kereszténység  | Keleti kereszténység  | Keleti kereszténység  | Keleti kereszténység  | Keleti kereszténység  | Keleti kereszténység  |  |  |  |  | ÓKELETIEK                       | ÓKELETIEK                | ÓKELETIEK                | ÓKELETIEK                | ÓKELETIEK                | ÓKELETIEK                |  |  |                                           |                          |                          |                          |                          |                          |  |  |  |  |  |  |  |  |  |  |  |  |  |  |  |  |  |  |  |  |  |  |  |  |  |  |  |  |  |  |  |  |  |  |
|                |                |                |                |                |                |  |  |               |               |               |               |               |               |                       |                       |                       |                       |                       |                       |  |  |  |  |                                 |                          |                          |                          |                          |                          |  |  | MONOFIZITÁK (5. század)                   |                          |                          |                          |                          |                          |  |  |  |  |  |  |  |  |  |  |  |  |  |  |  |  |  |  |  |  |  |  |  |  |  |  |  |  |  |  |  |  |  |  |
|                |                |                |                |                |                |  |  |               |               |               |               |               |               |                       |                       |                       |                       |                       |                       |  |  |  |  |                                 |                          |                          |                          |                          |                          |  |  |                                           |                          |                          |                          |                          |                          |  |  |  |  |  |  |  |  |  |  |  |  |  |  |  |  |  |  |  |  |  |  |  |  |  |  |  |  |  |  |  |  |  |  |
|                |                |                |                |                |                |  |  |               |               |               |               |               |               |                       |                       |                       |                       |                       |                       |  |  |  |  | KELETI KATOLIKUSOK (16. század) |                          |                          |                          |                          |                          |  |  |                                           |                          |                          |                          |                          |                          |  |  |  |  |  |  |  |  |  |  |  |  |  |  |  |  |  |  |  |  |  |  |  |  |  |  |  |  |  |  |  |  |  |  |
|                |                |                |                |                |                |  |  |               |               |               |               |               |               |                       |                       |                       |                       |                       |                       |  |  |  |  |                                 |                          |                          |                          |                          |                          |  |  |                                           |                          |                          |                          |                          |                          |  |  |  |  |  |  |  |  |  |  |  |  |  |  |  |  |  |  |  |  |  |  |  |  |  |  |  |  |  |  |  |  |  |  |
|                |                |                |                |                |                |  |  |               |               |               |               |               |               |                       |                       |                       |                       |                       |                       |  |  |  |  |                                 |                          |                          |                          |                          |                          |  |  |                                           |                          |                          |                          |                          |                          |  |  |  |  |  |  |  |  |  |  |  |  |  |  |  |  |  |  |  |  |  |  |  |  |  |  |  |  |  |  |  |  |  |  |

### Főbb mozgalmak és ágak
| Nyugati kereszténység - Anabaptista mozgalom - Amishok - Hutteriták - Mennoniták - Mormonizmus - Utolsó Napi Szentek J.K.E. - Mormon fundamentalizmus - Unitarizmus - Protestantizmus - Anglikánizmus - Anglo-katolicizmus - Broad church - Angol disszenterek - Nonkonformisták - High church - Low church - Puritánok - Baptizmus - Missziós baptista - Szigorú baptista - Reformált baptista - Evangelikalizmus - Karizmatikus mozgalom - Új-karizmatikus mozgalom - Új-Evangelikalizmus - Plymouth Brethren - Progresszív Kereszténység - Protestáns fundamentalizmus - Fekete (néger) egyház - Lutheranizmus (evangélikusok) - Laestadianizmus - Pietizmus - Keresztény deizmus - Metodizmus - Kálvinista metodizmus - Szentségmozgalom - Názáreti Egyház - Üdvhadsereg - Wesleyanizmus - Pünkösdi-karizmatikus mozgalom - Isten Egyháza - Utolsó eső mozgalom - Hit szava - Kálvinizmus - Amyraldizmus ("négy pont kálvinizmus") - Arminiánusok - Remonstránsok - Kongregacionalista egyházak - Református egyházak - Svájci - Holland - Francia hugenották - Új-Kálvinizmus - Presbiterianizmus - Kvékerek - Zwingliánizmus - Restaurációs mozgalom - Adventizmus - Hetednapi adventisták - Krisztadelfiánusok - Keresztény Tudomány - Krisztus Egyházai - Iglesia ni Cristo - Jehova tanúi - Millerita mozgalom - Stone-Campbell mozgalom ("kampbeliták") - Római katolikus ("katolicizmus") - Janzenizmus (történelmi) - Karizmatikus katolikusok - Független katolikus egyházak - Ókatolikusok - Lengyel Nemzeti Katolikus Egyház - Liberális Katolicizmus - Felszabadítási teológia - Modernista katolicizmus - Hagyományhű katolikusság |  | Keleti kereszténység - Keleti egyházak (helytelenül " nesztorianizmus ") - Kelet ősi egyháza - Asszír keleti egyház - Káld katolikus egyház - Keleti katolikus egyházak - Albán görögkatolikus egyház - Belarusz görögkatolikus egyház - Bolgár görögkatolikus egyház - Horvátország és Szerbia bizánci katolikus egyháza - Görög bizánci katolikus egyház - Magyar görögkatolikus egyház - Olasz-albán bizánci katolikus egyház - Macedón bizánci katolikus egyház - Melkita bizánci katolikus egyház - Román görögkatolikus egyház - Orosz bizánci katolikus egyház - Ruszin görögkatolikus egyház - Szlovák görögkatolikus egyház - Ukrán görögkatolikus egyház - Káld katolikus egyház - Szír katolikus egyház - Maronita egyház - Szír-malankár katolikus egyház - Szír-malabár katolikus egyház - Ortodox kereszténység - Görög ortodox egyház - Szerb ortodox egyház - Orosz ortodox egyház - Orosz óhitűek (raszkolnyikok) - Bezpopovicok - Popovicok - Román ortodox egyház - Bolgár ortodox egyház - Grúz ortodox egyház - Görög "eredeti ortodox" - Antikhalkédóni egyházak (miafiziták vagy monofiziták) - Örmény apostoli egyház - Kopt ortodox egyház - Szír ortodox egyház - Etióp ortodox egyház - Eritreai ortodox egyház - Indiai Tamás keresztények egy része - Orosz szellemi kereszténység - Duhoborok - Hlisztek - Molokánok - Szkopecek Egyéb és történelmi mozgalmak Bizonyos keresztény mozgalmakat nehéz lenne a „keleti” vagy „nyugati” osztályba sorolni. - Afrikai Intézményesült Egyházak - Arianizmus (történelmi) - Egyesítő Egyház - Ezoterikus kereszténység - behmenizmus - keresztény kabbala - martinizmus - Keresztény univerzalizmus - Gnosztikusok (történelmi) - Paulikiánizmus (történelmi) - Bogumilok (történelmi) - Bosnyák egyház (történelmi) - Gnosztikus Egyház (Ecclesia Gnostica) - Gnosztikus Katolikus Egyház (Ecclesia Gnostica Catholica) - Jezuizmus - Markionizmus (történelmi) - Ebioniták (történelmi) - Nontrinitarianizmus (Szentháromságtagadók) - Swedenborgianizmus |  |

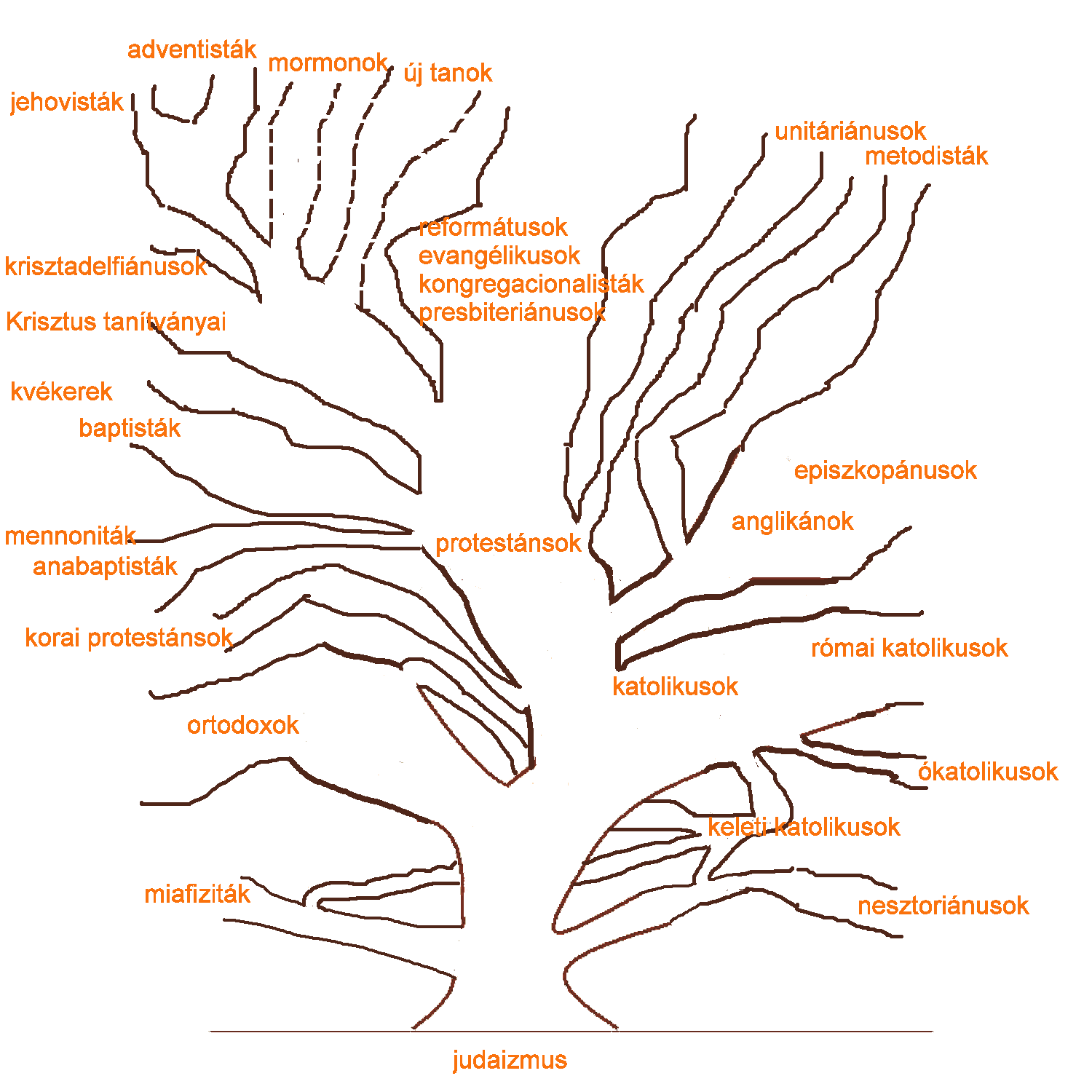
A kereszténység ágai

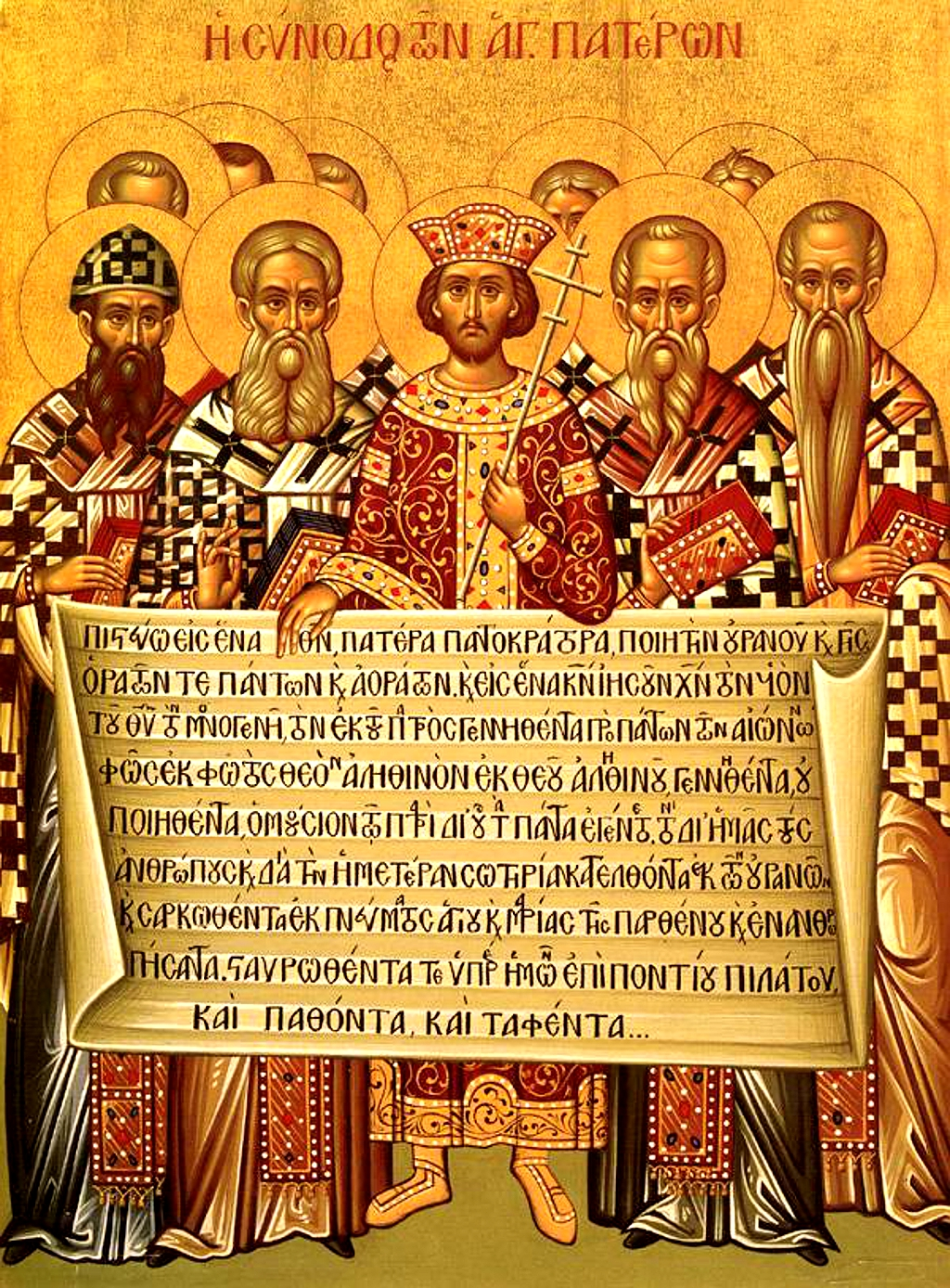
Ókeresztény ikon.
Középen Nagy Konstantin császár. aki a "Symbolum Nicaeno-Constantinopolitanum", az első nikaiai zsinaton 325-ben elfogadott keresztény Nikaia–konstantinápolyi hitvallás közösen elfogadott szövegének részletét tartja az egyházatyákkal

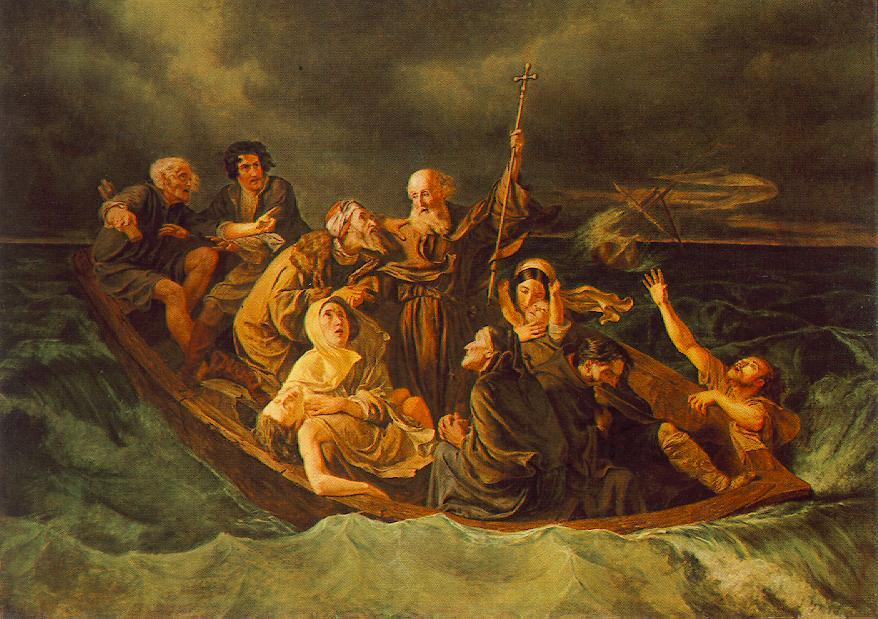
Zichy Mihály: Mentőcsónak, Magyar Nemzeti Galéria, Budapest

### Főbb irányzatok

#### Katolicizmus
A katolicizmus a hívei szerint nem csupán a kereszténység egyik ága, hanem a keresztényeknek Rómához, azaz a pápához hű közössége, tulajdonképpen maga az Egyház. „Te Péter vagy – azaz Kőszikla, és én erre a sziklára építem Egyházamat és a pokol kapui sem vesznek erőt rajta” (Máté evangéliuma 16,18) – Jézus Krisztusnak ezek a szavai a katolikusok számára azt jelentik, hogy Pétert, az apostolfejedelmet nevezte ki utódjának, mielőtt elhagyta volna a Földet. A katolikus egyház saját álláspontja szerint hű maradt ehhez a parancshoz, és azóta is a Péter utódának tartott római pápa az egyház feje. Habár a római püspök bizonyos szintű elsőbbségét a keleti egyházak elismerték, a nagy egyházszakadásig a pápai hatalom fokozatosan erősödött, emiatt gyakran alakult ki rivalizálás, illetve konfliktus nyugat és kelet között.  
A katolikus szó egyetemeset jelent. Az egyetemességnek bibliai alapjai vannak. Már az ószövetség prófétái hirdették, hogy az eljövendő Messiás világosság lesz a pogányok számára is. (Izajás könyve 49,6). Krisztus maga is vallotta, hogy amíg az evangélium (örömhír) nem jut el a világ összes népéhez, nem következik be a világvége (Máté evangéliuma 24,14).
Az egyetemesség háromféle formában nyilvánul meg.
1. Földrajzi értelemben: Az Egyház a földkerekség minden részében megtalálható és az így szétszórt egyházak egyetlen családot alkotnak.
2. Személyes értelemben: Az Egyház egészen különleges módon képes alkalmazkodni, elvei feladása nélkül, minden emberfajtához, néphez, kultúrához és történelmi sajátossághoz.
3. Az Egyház tartalmazza a kinyilatkoztatás teljességét. Ezt hívják chatolicitas intensivának.
A katolikus egyház meghatározása szerint a katolicizmus másik sajátossága az ortodoxia, ami igaz hitet jelent. Krisztus evangéliumát sértetlenül, teljes egészében kell átadni az utódoknak. Erre garancia az apostoli utódlás. A katolikus egyház dogmákban, azaz hittételekben fogalmazza meg az alapvető tanokat, melyek a Szentírásra (Biblia) és a szent hagyományra, azaz a szóbeli apostoli hagyományra épülnek. Maga a hittétel úgynevezett dogmafejlődés által jön létre, amely általában egy-egy vitatott témának megfelelően kidolgozott kifejtését jelenti. Ezt a zsinatok vagy a pápa ünnepélyesen hirdeti ki.
A katolikusok számára tehát a katolikus egyház Krisztus Egyházának két legfőbb jellegzetességét őrzi: az egyetemességet és az igazhitűséget. A többi keresztény felekezet szerintük, bár egyháznak nevezi magát, nem mondható a szó szoros értelmében egyháznak. Az egyház részegyházak összessége. A nyugati egyházszakadás után levált kisebb-nagyobb közösségek – például evangélikusok, reformátusok, baptisták – bár fölépítették a saját szervezetüket, a katolikusok szerint nem rendelkeznek sem az egyetemesség, sem az ortodoxia követelményeivel. A pápaság elvetésével éppen attól a „kősziklától” szakadtak el, amely az egyház fennmaradásának a garanciája a katolicizmus szerint.

#### Protestantizmus
A protestantizmus a kereszténységnek a reformáció korában kialakult egyik legfőbb ága, több keresztény felekezet gyűjtőfogalma. A protestánsok a katolicizmus több tanítását elutasítják, többek között a cselekedetek (például rituális szertartások) véghezvitelétől függő üdvösség tanítását. Ezzel szemben a Jézus Krisztus kereszten elszenvedett csereáldozatára épülő kegyelemből fakadó üdvösségben hisznek. A protestantizmus legnagyobb történelmi felekezetei a lutheranizmus (az evangélikus egyházak), a kálvinizmus (a református egyházak) és az anglikanizmus (az anglikán egyház). Ezenkívül még számos igen elterjedt irányzata létezik, így az Amerikai Egyesült Államok két legnagyobb vallási felekezete, a baptizmus és a metodizmus. Az egyes protestáns felekezetekről és csoportokról részletesebben lásd a Protestantizmus szócikket!

#### Karizmatikus kereszténység

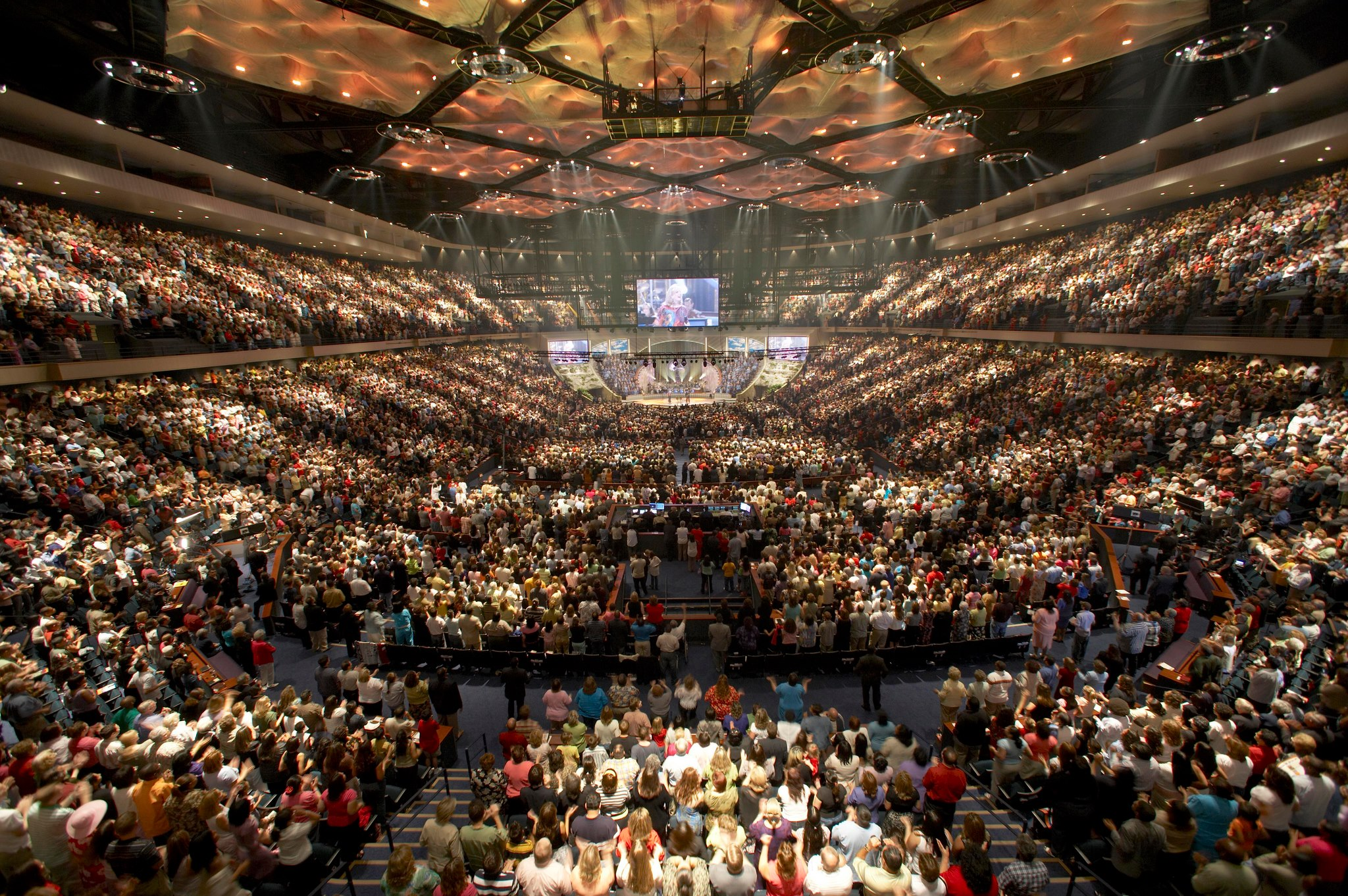
Egy karizmatikus ún. megachurch az amerikai Houstonban (Lakewood Church)

A karizmatikus kereszténység egy főleg modern újprotestáns irányzat, a kereszténység egy olyan formája, amely a hívő emberi élet mindennapi részeként hangsúlyozza a Szent Szellem (Szentlélek) munkáját és eksztatikus élményét, a szellemi (lelki) ajándékokat és ezek gyakorlását, továbbá a jelenkori csodákat. A protestantizmusban a 20. századi pünkösdi-karizmatikus mozgalomból nőtte ki magát. A római katolikusok körében az 1960-as évek végén keletkezett (→ katolikus karizmatikusok).
A kereszténységben ők a leggyorsabban növekvő vallási mozgalom,
mára az egyik legnagyobb keresztény közösséget alkotják.
A világon ma kb. 600 millióan vallják magukat a karizmatikus kereszténység tagjainak.

#### Ortodoxia
Az ortodox kereszténység a keleti kereszténység ágainak egyike, közülük a legtöbb hívővel, valamint a legszélesebb körű földrajzi elterjedéssel bír, és kétezer éves múltra tekint vissza. Az ortodoxok önmagukat a Krisztus által alapított eredeti Egyháznak tartják, melynek püspökei az apostolok utódai. A görög ortodox kifejezés "igazhitűt", vagy "helyesen dicsőítőt" jelent, ami arra utal, hogy az ortodoxia az eredeti krisztusi és apostoli tanítások, illetve az erre épülő hit hordozójaként tekint magára. Emellett használják magukra a katolikus jelzőt is, mely az Egyház egyetemességére utal. Hivatalos önelnevezésük Ortodox Katolikus Egyház.
Az ortodox egyház az 1054-es egyházszakadás során kölcsönösen különvált a nyugati, katolikus egyháztól. Ekkora már számos különbség mutatkozott a két közösség liturgiája, teológiai szemlélete, egyházképe és kultúrája között, mely különbségek az elmúlt ezer évben csak tovább erősödtek. Az ortodoxok különösen nagy jelentőséget tulajdonítanak az egyetemes zsinatoknak, melyek a Krisztus által az egyházra ruházott tévedhetetlen tanítóhivatali hatalom fórumai, itt fogalmazzák meg a dogmákat, hittételeket. Az ortodox egyháznak hét egyetemes zsinata volt 325 és 787 között.
Nagy jelentősége van a szerzetességnek és a papság által kiszolgáltatott szentségeknek, emellett a hit forrásának tartják a szenthagyományt is, különös tekintettel az egyházatyák és a szentéletű teológusok műveire. Jelenleg az ortodoxiát 14(-15) független (autokefál) helyi egyház alkotja, közülük hívei létszámát tekintve az orosz ortodox egyház a legnagyobb. Püspökeik közül a legmagasabb rangú a konstantinápolyi pátriárka, akit tiszteletbeli elsőbbsége miatt egyetemes (ökumenikus) pátriárkának neveznek, ám nem tölt be az egyházban a pápához hasonló főhatalmi funkciót.

### Egyéb keresztény irányzatok

#### Ókeleti keresztények
Az ókeleti keresztények hét egymástól teljesen független ősi keresztény egyház tagjai. Ezek két fő csoportra oszthatók: egyfelől a hat úgynevezett antikhalkedóni egyházra („keleti ortodox” egyházak), másfelől az Asszír keleti egyházra.
Az ókeleti keresztények egy része az arab világban (különösen Libanonban, Irakban és Szíriában), valamint Izraelben él. A libanoni és iraki ókeleti keresztények főleg az Asszír keleti egyházhoz tartoznak, míg Szíriában a Jakobita Ortodox Egyház tagjai. Az arabok mellett azonban sok más nép tagjai is az ókeleti keresztények közé tartoznak, például az örmények nagy része, az egyiptomi koptok, valamint egyes kelet-afrikai népcsoportok (Eritreában, Etiópiában és Szudánban), sőt az Indiában élő nasrani keresztények is.

### Protestáns újkori mozgalmak

#### Baptisták
A többi protestánstól a baptistákat az különbözteti meg, hogy a felnőttkeresztséghez ragaszkodnak, és azt Jézus példáját követve, vízbe való teljes alámerítéssel gyakorolják. Innen kapták az újszövetségi görög nyelvből eredő baptista („bemerítve keresztelő”) nevüket is. Legnagyobb létszámban az amerikai kontinensen élnek. A nagyvilágban élő baptisták száma megközelíti a 100 milliót. Magyarországon 150 éve működik szervezett formában a baptista misszió.

#### Pünkösdisták
A pünkösdisták egy értelmen túli világnézetet tettek magukévá, és keresztény hitükben különös jelentőséget tulajdonítanak a Szentlélek ajándékainak, hisznek a „helyes hitben”, „helyes szeretetben”, „helyes cselekedetekben”, és bár az értelmet az igazság érvényes csatornájaként tisztelik, az igazságot nem korlátozzák az értelem birodalmára.

#### Evangéliumi közösségek
Az evangéliumi ébredési mozgalom (nem azonos az evangélikus felekezettel!) sok különböző hitirányzatot foglal magába.

### Antitrinitarizmus

#### Unitarianizmus
Az erdélyi unitárius vallás az egyetlen magyar alapítású keresztény felekezet. Alapítója Dávid Ferenc volt a 16. században. Magyar, illetve magyar származású hívei Romániában, Magyarországon és Észak-Amerikában élnek. Tagadják a Szentháromságot, Jézust pedig csak mint embert tisztelik.

### Resztoránusok

#### Milleriták (világvégevárók)
főcikk: Millerita mozgalom

##### Adventisták
A millerita mozgalomból létrejövő adventizmus mozgalma továbbra is Krisztus közeli visszatértét várta. Az ebből a mozgalomból keletkező
H.N. Adventista Egyház 1863-ban bejelentette a hivatalos megalakulását. Ez a legnagyobb adventista közösség ma a harmadik világ egyik leggyorsabban növekvő vallási felekezete és 2024-ben több mint 22 millió felnőtt megkeresztelt tagot tartott számon.
A hetednapi adventizmusra jellemző, hogy heti nyugalomnapként nem a vasárnapot, hanem a Tízparancsolatban Isten által meghatározott szombatot ünneplik meg, tagjaik „bemerítkezés által”, azaz felnőtt keresztségben részesülnek, valamint a Sola Scriptura (csak a Szentírás) elve. Nagy tiszteletet tanúsítanak Ellen Gould White műveinek is (kb. 40 ezer oldal), akiről vallják, hogy szolgálata prófétai jellegű volt. Az adventisták 28 hitelvei között különleges, hogy a bibliai hitből kifolyólag nagy fontosságot tulajdonítanak az egészséges életmódnak, testmozgásnak és tudatos táplálkozásnak. Tagjaik jellemzően nem dohányoznak és nem fogyasztanak szeszes italt, és ajánlott a vegetariánus étrend.

##### Jehova Tanúi
Jehova Tanúi Istent Jehovának nevezik, ami a JHVH (יהוה) → "Jahve" héber szóból származik. Tagadják a Szentháromságot. Jézus szerintük nem kereszten, hanem kínoszlopon halt meg. Azt vallják, hogy 1914-ben megszületett Isten égi Királysága, és elkezdődtek a jelenlegi gonosz rendszer ’utolsó napjai’, azaz az emberiség az utolsó időkben él. A csecsemőkeresztséget és a vértranszfúziót bűnnek tekintik. Közösségük világszerte az egyik leggyorsabban növekvő keresztény felekezet volt, a 21. századra ez a növekedés visszafogottabbá vált.

#### Mormonizmus
A hitük eltér a hagyományos kereszténységtől abban, hogy nem fogadják el, hogy Krisztus mennybemenetele után befejeződött a kinyilatkoztatás. Tanításuk szerint Joseph Smith modern kori próféta volt (→ új kinyilatkoztatás), aki Isten irányítása alatt megalapította a mormon mozgalmat, amelyből Az Utolsó Napi Szentek Jézus Krisztus Egyháza is létrejött. Lefordított egy ősi szentírást, amit egy angyal átadott neki, és kiadta A Mormon könyve néven. Ezen a könyvön és a Biblián alapszanak az egyház tanításai. A mozgalom központja Salt Lake Cityben, Utah államban van, és több mint 17 millió tagot számlál (2024), akiknek több mint a fele az Egyesült Államokon kívül él.

### Összehasonlítás
A főbb keresztény irányzatok, magyarországi felekezetek nézeteinek és gyakorlatainak összehasonlítása.

## A kereszténység és más vallások

### Kereszténység és zsidóság
A zsidó vallás messiásfogalma hasonlít ugyan a keresztényekéhez, de lényeges különbségekkel. A zsidók szerint a héber szent írásokban néhány prófécia, azaz jövendölés olvasható Dávid király egy bizonyos jövőbeni leszármazottjáról, aki a zsidó nép új vezetőjévé kenetve és Dávid trónját Jeruzsálemben újraalapítva ott örökké fog uralkodni. A zsidó nézetben ez az eljövendő egy teljesen emberi, halandó vezér lesz, aki Dávid királyságát visszaállítja és Izrael földjét újraépíti. Ez a téma a zsidóknak az utolsó időkre vonatkozó elképzelései (zsidó eszkatológia) körébe tartoznak. A keresztények messiásfogalma ezzel szemben Jézusnak az Újszövetségben olvasható bizonyságtételein alapul, vagyis:
- Jézus volt az ószövetségi jövendölések beteljesedése (főleg Ézsaiás „Szolga Énekei”-ben (Ézsaiás könyve, 41:8-16 és 42:1-9, 49:1-6, 50:4-9, 52:13, 53:12)
- Jézus azért jött el, hogy Isten országát, királyságát (nem földi királyságot) alapítsa meg.
- Amikor megkérdezték Jézustól, hogy ő-e az eljövendő Messiás, ő csak az általa művelt csodákra és az általa beteljesült jövendölésekre mutatott, emellett magára olyan címekkel hivatkozott, amiket a zsidók a Messiásra utalókként ismertek fel és az isteni királyság örökösének szerepében az alázatosság példaképének mutatta be magát.

A messiási zsidóság az evangelizáló keresztények vallásos mozgalmának zsidó csoportja, mely elfogadja Jézust Krisztusnak, azaz a Messiásnak. A legtöbb messiási gyülekezet az Egyesült Államokban létezik. A judaista (zsidó) vallással ellentétben ők hisznek a Szentháromságban, és vallják, hogy Jézus a megtestesült Isten. Bár legtöbbjük zsidó származású, a fővonalbeli zsidó csoportok nem tartják őket a zsidó közösség részének és ugyancsak nem keverendők össze azokkal a zsidó származású keresztényekkel, akik valamelyik keresztény egyháznak tagjai.

### Kereszténység és iszlám
A kereszténység számos hitelemét az Iszlám is osztja. Így mindkettőnek hasonló nézetei vannak az egyistenhitről, ítéletről, mennyről, pokolról, angyalokról és a jövőbeni feltámadásról. Jézust a muzulmánok nagy prófétának (sőt, az egyetlen bűntelen prófétának) ismerik el és tisztelik, és olyan címekkel illetik, mint Messiás, vagy Isten Lelke, de míg a muzulmánok Jézus Krisztust Istennél alacsonyabb rendűnek („az Allahhoz legközelebb lévők csoportjába” tartozónak) tartják a Koránban, a keresztények nagy része határozottan és minden kérdés nélkül hisz abban, hogy Jézus Krisztus Isten, a Szentháromságnak egyik lénye, az Atyával és a Szentlélekkel egyenlő istenség.
Ezenfelül mindkét vallás hisz Krisztusnak szűztől való születésében, csodáiban, gyógyításaiban, és hogy Jézus Krisztus testileg felemeltetett a mennyekbe. A muzulmánok szerint Isten egy egyedülálló egyéni lény, nem a kereszténység által szélesen elfogadott Szentháromság, s ebből kifolyólag tagadják, hogy Jézus Krisztus a Fiú megszemélyesítője. Nem fogadják el Krisztus keresztre feszítését sem, mert nem hisznek abban, hogy Isten emberi testet öltött volna. A protestánsokhoz hasonlóan nem fogadják el a szentképeket, és a szentek, továbbá Jézus, Szűz Mária stb. templomi ábrázolását bálványimádásnak tartják, így prófétájukhoz, Mohamedhez sem imádkoznak.

### Kereszténység és buddhizmus

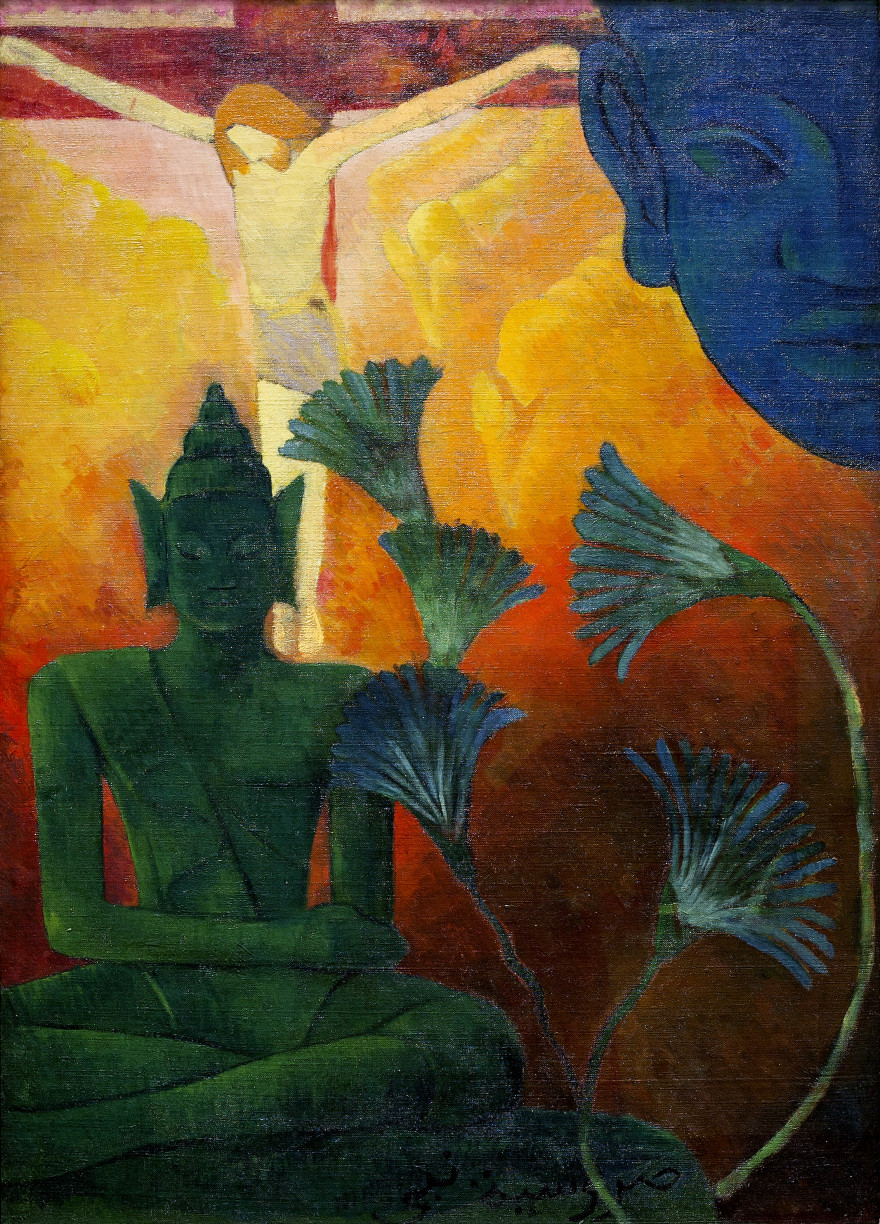
Jézus és Buddha – Paul Ranson, 1880

A kereszténység és a buddhizmus között felszínes párhuzamokat vontak már nem tudományos alapokon, jóllehet a kettő között jelentős és alapvető különbségek vannak. A keresztény egyistenhittel szemben a buddhizmus ateista vallás, amelyben a megvilágosodáshoz lényegtelen, hogy létezik-e teremtő vagy sem. Ez szemben áll a kereszténységben fontos helyen álló Isteni kegyelemmel. A buddhizmusban az ok-okozat elvén történnek a jelenségek a lét körforgatagában (szamszára). Egy másik nagy különbség a két hagyomány között az, hogy egy cselekedet, Krisztus keresztre feszítése, a bűnök bocsánatát eredményezte az emberiség számára. Ez ellentmond a buddhista tanításokban szereplő függő keletkezés 12 szemből álló oksági láncolatának.
Jóllehet néhány korai keresztény ismerte a buddhizmust, amelyet egyesek gyakoroltak a Római Birodalomban, a modern keresztény tudósok többsége elutasítja annak lehetőségét, hogy Jézus életében Indiában vagy Tibetben járt volna. Ugyanígy nem fogadják el, hogy közvetlen hatással lett volna a buddhizmus a kereszténység tanításaira. A két vallást összehasonlító próbálkozásokat leginkább parallelomániának tartják, amelyben eltúlzásra kerülnek jelentéktelen hasonlóságok. Azonban az ókorban és a középkorban a selyemút mentén széles körben volt tapasztalható a Keleti Egyház és a buddhizmus közötti szinkretizmus, főleg a középkori Kínai Keleti Egyházban, melynek egyik bizonyítéka a Jézus szútra.

### Kereszténység és a hinduizmus
A kereszténység és a hinduizmus hatalmas különbözősége ellenére számos közös vonást mutat. A felebaráti szeretet, az erőszakmentesség, az igazmondás és igazságosság (szatja), a megbocsátás, a mások iránti szánalom, együttérzés és segítség, az anyagiakról való lemondás, az egyszerű élet, az önmegtagadás és az Isten (Ísvara) iránti teljes odaadás tanítása mindkét vallásban megtalálható.

### Más hitűek térítése

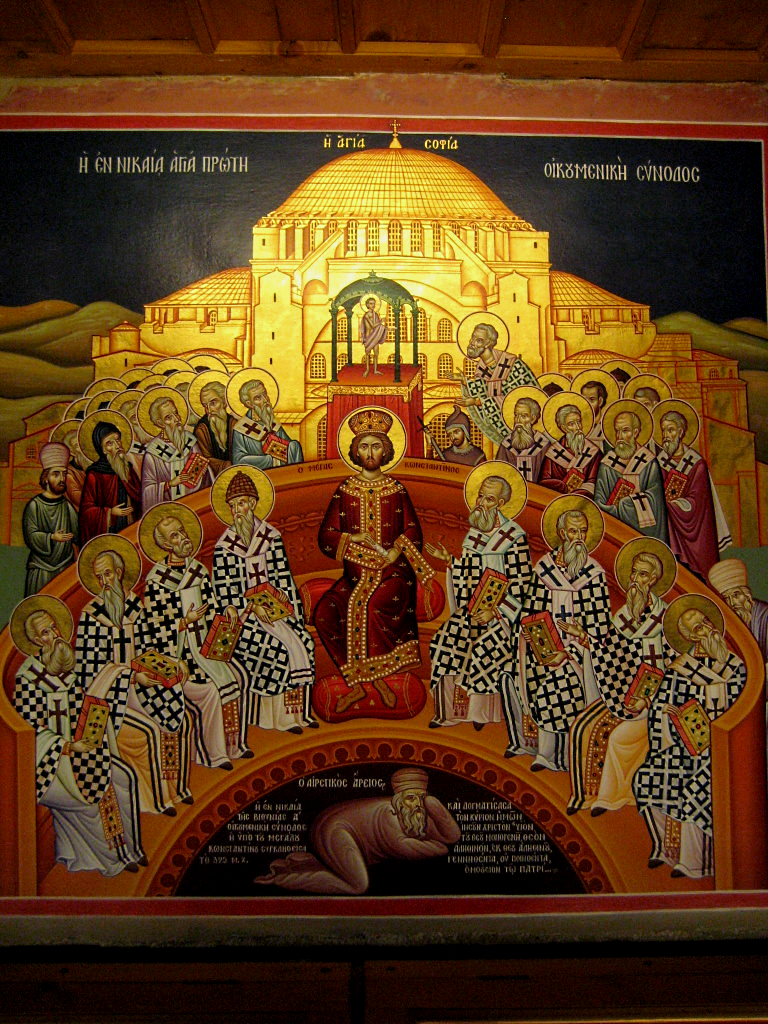
Arius ábrázolása I. Constantinus római császár és a püspökök lábai alatt az első nikaiai zsinaton

A kereszténység terjedése a történelem folyamán mindig is átlépett nemzeti különbségeken és országhatárokon, noha a kezdeti időkben többféle irányzattal és másféle vallásokkal harcolt (ilyen a perzsa eredetű manicheizmus, vagy a keresztény arianizmus, illetve a tömegerejét és transzcendentalitását egyre inkább elvesztő, de a keresztényellenesnek mondható római hivatalnoki rétegben tradicionális okokból magát tartó szinkretista jellegű pogányság). E harc nem volt mentes az üldöztetésektől sem. A kereszténység a császárkori Róma korszakának végére államvallássá lett az akkori művelt világ nagy részét uraló Rómában. Az első keresztény vallásra tért királyság Örményország (Armenia) volt.
A római birodalom összeomlása hatalmi vákuumot és káoszt teremtett a térségben („sötét középkor”). A népvándorlások eredményeképp új népek özönlötték el Európát, azonban királyaik – különféle megfontolásokból – egy idő után többnyire felvették a kereszténységet, sőt a Bibliát is lefordították (gótra például a VI. sz. második felében, Wulfilla király uralkodása alatt és az ő parancsára).
Ugyanakkor a keresztény egyházak egysége e korban végzetesen megbomlott. szöveg=Ennek dogmatikai és szertartásbeli okai voltak, de közrejátszott a római pápa és a bizánci császár különböző jelleme. Az első a nagy egyházszakadás, amikor keleti és nyugati egyházra bomlott (1054); másodiknak tekinthető a nyugaton jellemzővé vált felerősödött eretnekmozgalmak (ezt tekinthetjük egy újabb szakadásnak is). A harmadik nagy szakadás a reformáció korában következett be. A nyugaton uralkodó katolikus és az új protestáns vallások híveinek viszonya igen mérges volt, és nem mentes az egymás megtérítésére irányuló szándéktól. A nyugati és keleti egyház harca – egyetlen keresztes háborút kivéve – általában szellemi természetű volt és békés eszközökkel folyt; nem úgy az eretnekmozgalmak elleni küzdelem és a reformáció körüli harcok. E viszony a katolicizmus más keresztény egyházakkal való viszonyát nagyon megterhelte, mely vallásháborúkhoz vezetett. A modern keresztények – különösen nyugaton – szégyenkeznek vallásuk ezen erőszakos múltja miatt. A dogmatikai különbségek mellett, azonban, e harcoknak komoly materiális alapú okaik is voltak (egyes huszita irányzatok például a társadalom radikális reformját szándékozták véghez vinni, (noha az Evangéliumokból kiindulva; hasonlóan a bogumil és hasonló eretnekmozgalmaknak is voltak antifeudális jellegű motivációik stb.).
A politikai hatalomban lévő keresztények a más vallásúak szabad hitgyakorlatának engedélyezésében a történelem során sokszor több, máskor kevesebb toleranciát tanúsítottak. A mai kereszténységben a vallási tolerancia többnyire növekedni látszik, habár a keresztény egyházak között sok az egymást elutasító jelenség, például az Amerikai Egyesült Államokban az Amerikai Kereszténység Visszaállítása nevű restaurációs mozgalom mereven elutasítja a hit szertartás központúságát.
Jézus azon szavai, hogy „aki megvall engem az emberek színe előtt, megvallom azt én is az én Atyám színe előtt” (Mt 10 32), Azaz a keresztényeknek van joga másokat (békésen) téríteni, melynek ajándéka az égben köttetik Jézus által. A hit megvallásra történhet a mások érdeklődésére való válasszal, vagy egyszerű példamutatással. A katolikus és protestáns egyházak tradicionális álláspontja szerint a más hitűek térítésére irányuló próbálkozás az Evangéliumokban foglalt örömhírek és az egyént boldoggá tevő krisztusi életmód (stb.) terjesztése (evangelizáció). Ezek a nagyobb keresztény egyházak modern felfogása szerint ez azonban kiegészül azzal, hogy a keresztény hitre tért személynek ezt az evangelizációs munkát elsősorban saját életpéldájának felmutatásával kell folytatnia, és csak az arra hivatottak menjenek apostoli munkára. Ez utóbbit elsősorban a legkisebb vagy legújabb egyházak magától értetődő, a helyzetükből adódó módszerük.
A keresztények természetes feladata, sőt kötelessége apostolkodni – Jézus felszólítása alapján -, megtérőket találni az emberek között. Korunk kereszténységének csaknem minden felekezete és szektája elutasítja a kereszténység katonai hódítás útján való terjesztését, okulva a múltból, főként a keresztes háborúk tanúságaiból. A más hiten lévők megtérítésének ügyében közel sincs ilyen egyetértés, bár az igehirdetés missziós munkája a kiindulópontja minden esetben a szeretet (Máté 28,18-20). A középkor misszióit szerzetesrendek vállalták magukra, azonban ugyanabban az országban megjelenő különböző térítési módszerek csak ártottak a kereszténységnek. Ilyen volt a jezsuiták térítései az uralkodó osztály között, míg a ferences rendiek a szegények között térítettek. Az egyik rend alkalmazkodó volt, a másik rend megalkuvásként értelmezte a lassabb térítést. Kína és Japán esetében ezek a különbözőségek együttes jelenléte sok kárt jelentettek a missziós kereszténységnek.
Az utóbbi években azonban a kereszténység és más vallások közötti megbékélés ökumenikus mozgalmainak felerősödése tapasztalható. E mozgalmak helyenként meglehetősen sikeresek és ennek eredményeképpen azokon a területeken a hittérítési igyekezetek teljesen meg is szűntek.
Az ökumenizmuson túl, példa a kereszténység és más vallások egymás iránti toleráns fellépésére, az utóbbi időben tapasztalható (katolikus részről elsősorban II. János Pál pápához köthető) „kiegyezés” a zsidó vallási vezetőkkel. Ez – az „ökumenizmus” fogalmával ellentétben – nem jelenti az alapvető hittételek összehangolásának igényét, ugyanakkor a bizonyos dolgokban való egyet nem értés nem zárja ki egymás megértését és elfogadását. Általában kielégítőnek, konfliktusmentesnek mondhatjuk a nagyobb keresztény egyházak kapcsolatát a buddhizmus főbb képviselőivel is; annál is inkább, mivel nagyon sok alapvető elvben (erőszakmentesség, a háború elutasítása) megegyezés van ezen vallások közt.

## Kereszténység és erőszak

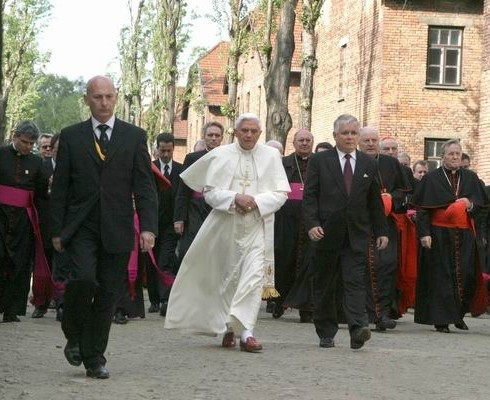
XVI. Benedek pápa látogatása az auschwitz-birkenaui koncentrációs táborban

Az elmúlt két évezredben gyakran fel-feltűnő üldöztetésekben a keresztények áldozatokként és üldözőkként is részt vettek. A Krisztus utáni első három évszázadban a keresztény mártírokat a rómaiak más politikai foglyaikhoz hasonlóan keresztre feszítették vagy cirkuszaikban látványosságként az oroszlánok elé vetették őket. Az üldöztetések ezen áldozatait általánosságban vértanúnak ismerik el, mert ők a halált választották ahelyett, hogy Krisztust megtagadták volna.
A 2010-es években mintegy 100 millió keresztényt érint közvetlenül az erőszakos vallási üldözés, így (mérete és térítő jellege miatt) a kereszténységet tarthatjuk a legnagyobb mértékben üldözött vallásnak.
Annak ellenére, hogy a keresztények széles köre az erőszak alkalmazását Krisztus tanításaival ellentétesnek tartja, a kereszténység képviselői a hitbéli kérdések végső megoldását gyakran az erőszakban látták, másokat üldöztek, kínoztak és öltek meg azért, mert azok megtagadták a kereszténység általuk képviselt felfogásának elfogadását. A keresztények által elkövetett történelmi bűnök elkövetői az akkori egyház tagjai és hívei voltak. A mai keresztények elítélik ezeket a cselekedeteket.
A katolikus egyház első ízben 1998-ban, II. János Pál pápa emlékezett meg a Soáról, egy erről szóló pápai dokumentumban. 2000-ben pedig a Szentföldre látogatott, és Izraelben, a jeruzsálemi Siratófalnál imádkozott és kért bocsánatot a zsidóságtól a keresztények velük szemben elkövetett bűnökért. Akkor szólította fel bocsánatkérésre az egyház tagjait a Jubileumi Év nagyböjtjének első vasárnapján: „Bocsássunk meg és kérjünk bocsánatot! ...miközben megvalljuk saját bűneinket, megbocsátjuk mások ellenünk elkövetett bűneit. A történelem folyamán a keresztények számtalanszor szenvedtek elnyomást, hatalmaskodást, üldözéseket a hitük miatt. Miként e visszaélések áldozatai megbocsátottak, úgy megbocsátunk mi is.”

## Kritikák

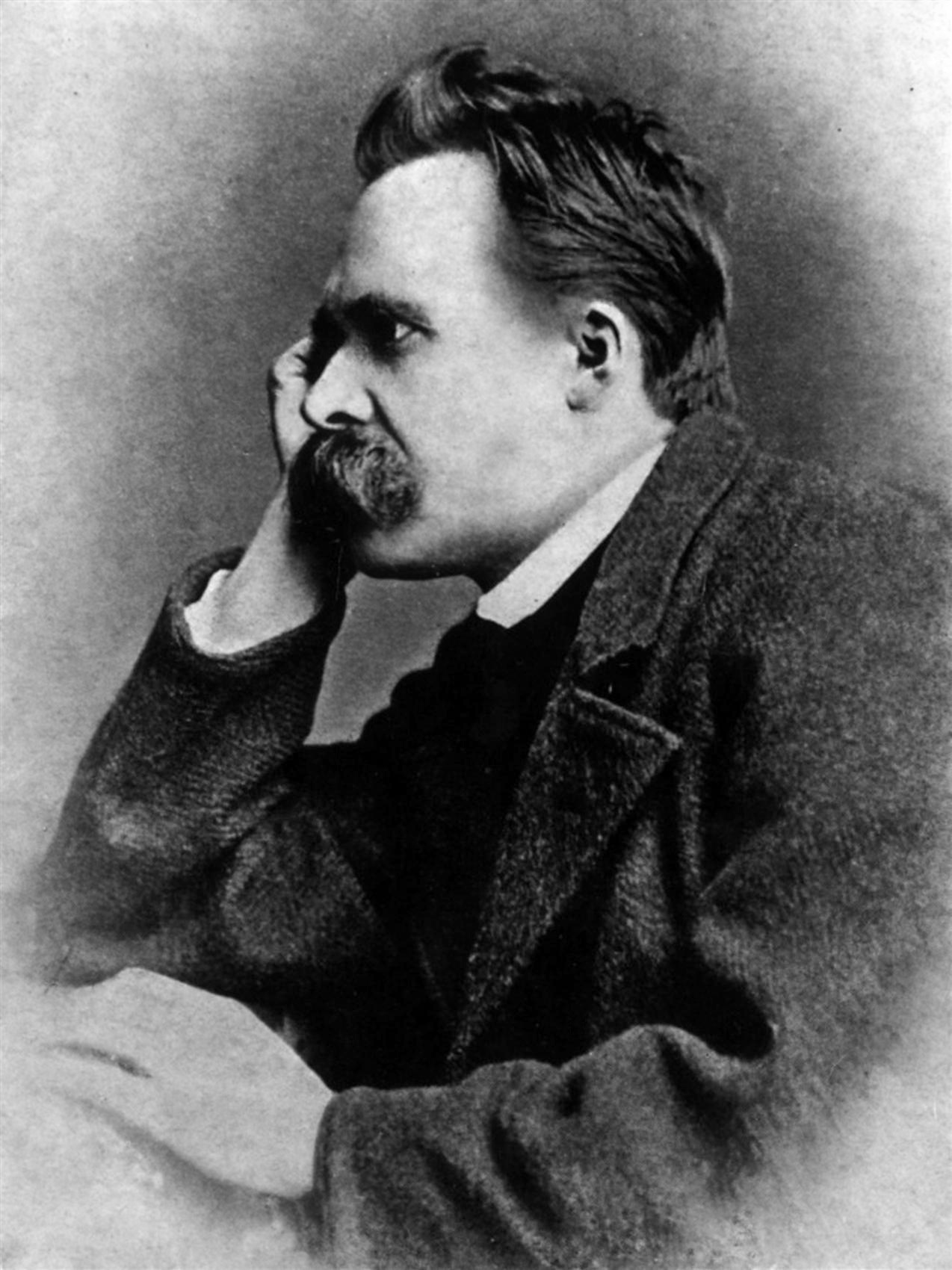
Friedrich Nietzsche filozófiájában a keresztény erkölcsi felfogást kritizálja, dekadensnek tartja, melyet meg kell haladni

„A kereszténység Palesztinából közösségként indult; Görögországban filozófiává vált; Itáliában intézménnyé vált; Európában kultúrává vált; majd Amerikába érkezve vállalkozássá vált.” 
A kereszténység kritikái magába foglalják a más világnézetűek, ateisták és más világvallások híveinek, valamint a kereszténységen belül az egyes egyházak konkrét kritikáit is. Tanokkal, gyakorlatokkal és a kereszténység történelmi szerepével foglalkoznak: a vallás nézeteivel és tanításával, az Isten-képpel, az isteni kinyilatkoztatással, Jézus létezésével és alakjának hitelességével, továbbá a Biblia megbízhatóságával, értelmezésével; de vannak a vallás fanatizmusát, képmutatását, erőszakosságát kritizáló művek is.

### Nyugati szerzők, filozófusok
Főleg az ateisták, és elsősorban az elméleti ateisták körében népszerű az a nézet (de bizonyos értelemben a kereszténység filozófiailag radikális és főképp az USA-ban terjedő neokreacionista szárnya is vallja), miszerint az ateizmus a tudomány álláspontja, és a (keresztény) vallás és a (materialista) tudomány élesen szemben állnak egymással, minthogy a tudományok egyre újabb és újabb felfedezései cáfolják a vallási dogmákat. Bár a tizennyolcadik és tizenkilencedik századi Európában ez a szembenállás valóban nagyon éles volt, e nézet sem a modern tudományfilozófián belül nem tekinthető uralkodónak a kereszténység olyan nagyon jelentős irányzatai, mint a katolikus teológia, szintén elvetik. A vallás és tudomány élesen szétválasztandóak, azaz a vallás kívül áll a tudományon.

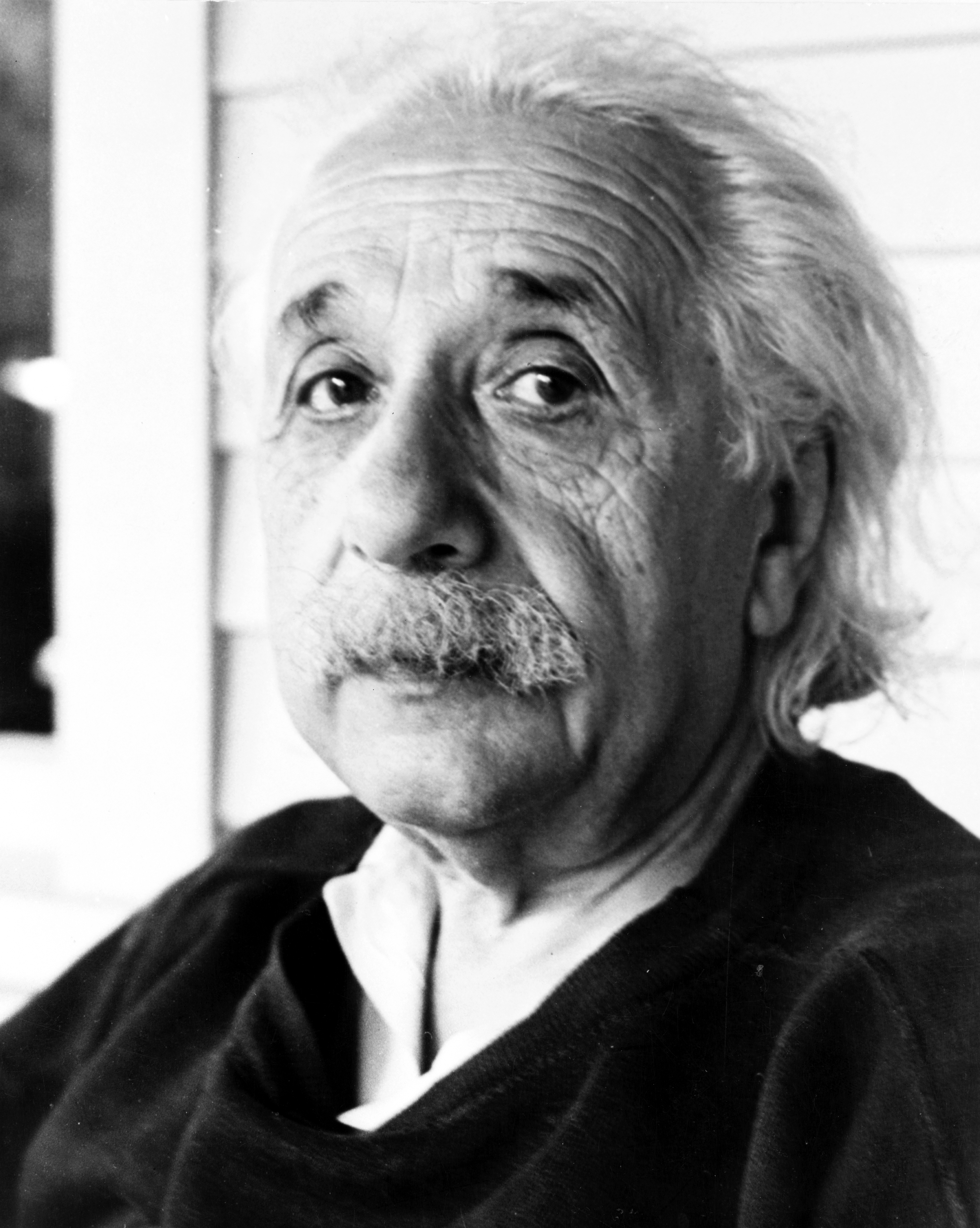
Albert Einstein elutasította az antropomorfizált Isten-képet, ám vallásos áhítattal csodálta a világegyetem harmóniáját

Ezen túl azonban létezik a kereszténység másféle indíttatású kritikája is. Kritizálják a keresztény egyházak erőszakos múltját. (Erre példa Ellebre (1995) – lásd: További információk szakasz, lásd még: inkvizíció.) Ludwig Feuerbach „A kereszténység lényege” című művében azt fejtegeti, hogy az ellentét vallás és filozófia között kiegyenlíthetetlen; úgy viszonyulnak egymáshoz, mint képzelet és érzés a gondolkodáshoz, mint betegség az egészséghez. Nem az Isten teremti képmására az embert, hanem megfordítva: az ember a saját képmására teremti istenét. A túlvilági élet sem egyéb, mint az idealizált földi élet. Így a teológia antropológia lett. Friedrich Nietzsche filozófiájában a keresztény erkölcsi felfogást kritizálja, dekadensnek tartja, melyet meg kell haladni, nála az ateizmus (amely inkább gyakorlati ateizmust jelent, mint észérvekre alapozott filozófiai elméletet) egyenesen az ember fölemelkedésének egyetlen útjává válik.
Albert Einsteint egyesek ateistának, mások istenhívőnek vélik. Ő maga valahol a kettő közötti kíváncsi keresőnek, „mélyen vallásos hitetlennek” vallotta magát. Elutasította az antropomorfizált Isten-képet, ám vallásos áhítattal csodálta a világegyetem harmóniáját: „Elég elgondolkozni az Univerzum csodálatos felépítésén, amit csak homályosan tudunk felfogni, és alázattal próbáljuk egy elenyésző részét megérteni a természetben megmutatkozó értelemnek.”
Einstein kijelentette az univerzum építkezésének racionalitása kapcsán, hogy „Isten nem szerencsejátékos… szeretném megtapasztalni a világegyetemet, mint egy egységes kozmikus egészet”. Ugyanakkor mindig elutasította, hogy harcos ateisták kisajátítsák őt maguknak: irritálta ugyanis a belőlük hiányzó alázat, valamint az, hogy „képtelenek megérteni a világ örök misztériumát”.

### Más vallások

#### Ábrahámi vallások
A zsidó és muszlim teológusok elsősorban a kereszténység főáramlatának Szentháromság-tanát kritizálják. A zsidók Jézust – rendkívülisége mellett is – csak embernek, de többnyire hamis Messiásnak látják. Számukra Jézus isteni szintre való emelése istenkáromlás.
A muszlimok szintén elvetik a kereszténység Szentháromság-tanát. Jézust ők prófétának tekintik, de nem a megtestesült Istennek. A Korán 9:31 szerint a keresztényeknek az egy Istent kellene imádniuk, de ehelyett a többszörösét alkották meg.

#### Keleti vallások
A hinduk elvetik azt, hogy csak a Bibliában sugalmazott szövegek volnának páratlan jelentőségűek az emberiség üdvössége szempontjából. Nézetük alapján bölcsebb azt feltételezni, hogy Isten az összes nagy mesterben, a világ valamennyi részén és minden korban újból és újból megnyilatkozott. A hinduk bár elismerik Krisztust Isten megtestesülésének (avatára), és a Bibliát a kinyilatkoztatási iratok egyikének; de korlátolt és kicsinyes dolognak tartják a keresztények részéről, hogy azok a bráhmana szenteket és a hindu vallási iratokat nem hajlandók isteni eredetűnek elismerni.
A kereszténység alapján egyetlen élet dönti el az ember örök, túlvilági sorsát. A véges bűn elkövetőjére, ha nem sikerül valahogy megtisztulnia, halála után örök kárhozat vár. A hinduk ezt végtelenül logikátlan tanításnak tartják. Hogyan dönthetné el egyetlen rövid élet az ember örök sorsát? Nem kellene az embernek újabb esélyt kapnia, hogy hibáit kijavítsa és fejlődjék? A hinduizmus egyik alaptantételét képező reinkarnáció ezzel szemben bőséges lehetőséget ad arra, hogy valaki megjavuljon, jobbá váljék és fejlődjék. A védánta szerint még a leggonoszabb bűnösnek is van reménye az üdvözülésre.
A buddhisták kritikája elsősorban a keresztény Isten-eszme ellen irányul. Mivel Buddha tanítása szerint nem lehet örök személyiség, tehát Isten csak karmikusan keletkezett lény lehet, akinek élete a szanszárába beletartozik. Mindenekelőtt lehetetlennek látszik a világ teremtőjére és a világ irányítójára váró funkciók összekapcsolása a legmagasabb rendű erkölcsi tökéletességgel rendelkező mindentudó és mindent megbocsájtó kegyosztó feladataival. Hiszen ha Isten mindentudó, jóságos és mindenható, akkor nem teremtett volna ilyen siralmas világot, és nem tűrné, hogy a fájdalom tovább létezzen benne. A legfőbb lényhez méltatlan az az elképzelés is, hogy Isten a gonosztevőt gyűlöli, és hogy saját dicsőítésével törődik. Sok buddhista csak azt tudja erkölcsi tökéletességgel rendelkező lénynek elképzelni, aki mentes a szenvedélyektől, és a leggonoszabb bűnösnek is igyekszik segíteni.
A kínaiak számára az olyan keresztény dogmák, mint amilyen az eredendő bűn, a Szentháromság, a feltámadás vagy a szűztől születés, stb., okoskodó teológusok koholmányainak tűnnek, amelyek ellentétben állnak egy egészséges felfogású emberi értelemmel. Jézust helyi jelentőségű zsidó prófétának tekintik, aki nem értett egy magas fejlettségű állam bonyolult problémáihoz. Rámutatnak arra a sajnálatos tényre is, hogy a kereszténység még egyetlen olyan államot sem hozott létre, amely valóban keresztény szellemben tevékenykedne.

## Kereszténység és fenntarthatóság
Lynn White 1974-ben megjelent tanulmánya felvetette a kereszténység felelősségét a természet pusztításában. Írása hatalmas vitát váltott ki, rengeteg teológiai reflexió született ezzel a művel kapcsolatban. Lányi András úgy értékeli Lynn megállapításait, hogy annak valóban van jelentősége, hogy a keresztény isteneszme nagyon távol van az úgynevezett archaikus vallási felfogástól, amely utóbbiban a vallásos tisztelet transzcendens tárgya a természet fizikai megnyilvánulásaitól elválaszthatatlanul jelenik meg. Ugyanakkor úgy látja, hogy hasonlóan jelentős az ember közvetítő szerepe: „a transzcendens és az anyagi valóság között ösztönözhetik a zsidó-keresztény hagyományban nevelkedett európai emberiséget, hogy az etikus (...) magatartást kiterjessze a nememberi lénytársaira is.”
Az orosz teológus, Nyikolaj Bergyajev a(z emberi hatóképesség határait kiterjesztő és ezáltal sok esetben komoly környezeti problémát okozó) technikához való viszonyunkat a Gondviseléshez való viszonyunkhoz hasonlítja, s szerinte „olykor már úgy tűnik, hogy a gépek és a technika az ember hitének egyedüli, kizárólagos tárgyaivá lettek.”
A keresztény egyházi vezetők több levélben, nyilatkozatban és konferencián nyilatkoztak a környezetvédelem témakörében, amelyeket a Védegyletnek a környezetvédők és keresztény vallásúak párbeszéde ösztönzésén munkálkodó Vallás és ökológia munkacsoport adott ki.
A környezetvédelem keresztény megfelelőjének tekinthető a teremtésvédelem.

## Megjegyzés
1. ↑  A hagyományos, egylényegű Szentháromság-tant tagadó felekezetek is a kereszténység csoportjába tartoznak, de sajátos teológiai meggyőződésük miatt a nagy egyházak képviselői gyakran nem keresztényeknek tekintik őket.